# Стратілат Микола Іванович
Микола Іванович Стратілат (6 червня 1942, Макіївка, Носівський район, Чернігівська область — 9 березня 2023, Київ) — графік, член НСХУ (1980), Заслужений художник України (1996), Народний художник України (2008).

## Освіта
Закінчив Київське художньо-ремісниче училище № 16, спеціальність альфрейний живопис (1961) та Український поліграфічний інститут імені Івана Федорова (1972).

## Творчість
Значне місце у творчому доробку займають ілюстрації до книг видатних українських письменників: Т. Шевченка, Лесі Українки, М. Рильського, В. Симоненка, Б. Олійника. Чільне місце у нього також займає шевченківська тема взагалі та шевченківські місця в Києві. Зокрема, втрачені пам'ятки Києва, мальовничі куточки України, які любив зображувати колись Шевченко (Київщина, Чернігівщина, Седнів). Одні з перших робіт з цієї серії виконав ще студентом, перебуваючи на пленері разом з Миколою Трегубом, який також навчався у Київському училищі №16.
Сам митець казав про Київ: "Без цього міста, без його мальовничих околиць, архітектурних оздоб, без його крутих пагорбів та ярів, порослих дерезою, барвінком, медяницею, диким часником, по яких пролягли доріжки та стежки, без його древніх святинь може не було б мене, як художника. Київ кликав, вчив, виховував, відкривав переді мною свої величезні образи, сторінки історії, і я потроху став киянином".[джерело?]
Закоханість у Київ знайшла відображення у серії гравюр «Пісня про Київ» із зображенням історичних пам'яток "матері міст руських", що її створював Стратілат до 150-річчя міста. Микола Стратілат належить до числа відомих та улюблених митців, левова частка його творчості постає у жанрі пейзажу, приваблює романтичними мотивами, ліричними образами, віртуозною граверською технікою. Вона породжена глибинними традиціями народно-пісенного мистецтва, шанобливим ставленням автора до історичного минулого та національних старожитностей і, звичайно, є щирим відлунням серця, захопленого навколишнім світом і життям.
До 1000-річчя введення християнства на Русі-Україні художник показав персональну виставку творів з циклу «Київ. Сторінки історії», яку склали понад 30 графічних аркушів, ретельно вивірених історично, зазначає Ігор Шаров. Цю ж виставку разом з каталогом Стратілат представляє і в Римі і в США, і в Німеччині. Цей цикл гравюр відрізняється від попередніх серій, та головна змістовна лінія творчості художника, що полягає в постійному ствердженні краси, як ідеального стану життя і природи, тут не лише зберігається, а й набуває ще більшої насиченості емоційних начал. Одні аркуші цього циклу більш ліричні («Андріївська церква», «Троїцька надбрамна церква Лаври», «Кирилівська церква»), інші — дещо стримані («Залізна церква», «Микільський військовий собор»), проте їхня побудова й образність завжди свідчать про цілісність, послідовність творчих і моральних переконань художника.
Співпрацює М. Стратілат і з сучасними авторами. У 2012 році вийшла книга молодої письменниці Тетяни Череп «Із саду — дві стежини» (художньо-документальна повість, етюди) видавництва «Дія», а у 2018 — альманах «Рідні обрії» видавництва «Український письменник», автором ілюстрацій до яких є М. Стратілат.
Серед втілених у графічних образах М. Стратілатом втрачених пам'яток — церква Різдва на Подолі, у якій відбулася 1861 року панахида за Т. Шевченком.
Серія робіт митця «Свята земля» виконана до 2000-ліття Різдва Христового. «Свята земля» охоплює не тільки краєвиди, якими ходив Христос, але й унікальні київські храми, незабутні пейзажі та місця, де апостол Андрій Первозванний поставив хреста.
Основні твори:
- серії — «Знищені святині Києва» (1983–1986);
- «Ноктюрни над Десною» (1984–1985),
- «Поезія в образах» (1987–1990),
- «Свята земля» (1999).

Основні напрями роботи:
- станкова гравюра
- книжкова ілюстрація
- екслібрис

## Відзнаки
1996 року Миколі Стратілату присвоєне звання «Заслужений художник України».
У 2008 році художнику присвоєне звання «Народний художник України».
За художнє відтворення архітектурних пам'яток м. Києва художник нагороджений орденом Св. архістратига Михайла від Української православної церкви та Патріарха Філарета.

## Публікації
- Микола Стратілат. Поезія в образах. Альбом. Станкова гравюра, книжкова ілюстрація, екслібрис. — Київ: Логос, 2001. — 464 с.